# Olexandr Pielieshenko
Olexandr Yuriyovych Pielieshenko (en ucraniano: Олександр Юрійович Пєлєшенко; Stanytsia Luhanska, 7 de enero de 1994-5 de mayo de 2024) fue un deportista ucraniano que compitió en halterofilia.

## Trayectoria
Ganó dos medallas de oro en el Campeonato Europeo de Halterofilia, en los años 2016 y 2017. Participó en los Juegos Olímpicos de Río de Janeiro 2016, ocupando el cuarto lugar en la categoría de 85 kg.
En 2018 dio positivo por clortalidona en un control antidopaje y fue sancionado con ocho años de inhabilitación.
En 2022 se unió a las Fuerzas Armadas de Ucrania debido a la invasión rusa de Ucrania. Murió durante operaciones de combate el 5 de mayo de 2024, a la edad de 30 años.

## Palmarés internacional
| Campeonato Europeo | Campeonato Europeo | Campeonato Europeo | Campeonato Europeo |
| Año                | Lugar              | Medalla            | Categoría          |
| ------------------ | ------------------ | ------------------ | ------------------ |
| 2016               | Førde (Noruega)    | Medalla de oro     | 85 kg              |
| 2017               | Split (Croacia)    | Medalla de oro     | 85 kg              |